# انجمن اجتماع مزارع شوکران
انجمن اجتماع مزارع شوکران (به انگلیسی: Hemlock Farms Community Association) یک منطقهٔ مسکونی در ایالات متحده آمریکا است که در شهرستان پایک، پنسیلوانیا واقع شده‌است. انجمن اجتماع شوکران مزارع ۳٬۲۷۱ نفر جمعیت دارد.